# Чудова сімка (нейтронні зорі)
Чудова сімка (англ. The Magnificent Seven) — неофіційна назва групи ізольованих молодих нейтронних зір, які поступово остигають та розташовані на відстані від 120 до 500 парсек від Землі. Ці об'єкти також відомі під назвами XDINS (скорочення від англ. X-ray Dim Isolated Neutron Stars, тобто «рентгенівські тьмяні ізольовані нейтронні зорі») або просто XINS.

## Історія
Першою, яка підходила під цю класифікацію, була зоря RX J1856.5-3754, відкрита Волтером та співавторами 1992 р. та підтверджена як нейтронна зоря 1996 р. Термін «Чудова сімка» спочатку застосовувався до джерел рентгенівського випромінення RX J1856.5-3754, RBS1556, RBS1223, RX J0806.4-4132, RX J0720.4-3125, RX J0420.0-5022 та MS 0317.7-6647. Однак незабаром було показано, що MS 0317.7-6647 насправді не є нейтронною зорею. Потім у 2001 році був відкритий новий об'єкт, що відповідає цій класифікації — 1RXS J214303.7 + 065419 / RBS 1774. З 2001 року нових хороших кандидатів не виявлено. Усі сім джерел були виявлені супутником ROSAT.

## Характеристики
Всі сім зір визнано відносно близькими (менше ніж декілька сотень парсеків) середнього віку (кілька сотень тисяч років) ізольованими нейтронними зорями, що випромінюють у м'якому рентгенівському діапазоні внаслідок охолодження. Охолодження підтверджується формою їх спектрів, близькою до спектра чорного тіла. Типовими температурами є близько 50–100 електронвольт (57,5–115 тис. Кельвінів; для порівняння, корона Сонця має температуру близько 5 млн. Кельвінів). Принаймні шість із семи показують періоди обертання в діапазоні від 3 до 12 секунд.
Їх криві блиску здебільшого мають квазисинусоїдальну однопікову форму. Однак, RX J1308.6 + 2127 має криву блиску з подвійним піком, а для RX J0420.0-5022 є деякі докази перекосу в імпульсному профілі з повільнішим зростанням і швидшим спадом. Швидше контрінтуїтивно, спектр як RX J0720.4-3125, так і RX J1308.6 + 2127 стає жорсткішим у мінімумі.
2005 року для RX J0720.4-3125 та RX J1308.6+2127 було отримано узгоджене рішення синхронізації. Періоди змінюються зі швидкістю 7×1014 секунди на секунду та 10−13 с/с відповідно. Визначене дипольне магнітне поле становить 2–3×1013 Гауса, а вік уповільнення обертання — 2 та 1,5 мільйона років відповідно.
Довгий час об'єкти Чудової сімки вважали стабільними джерелами; настільки, що зоря RX J0720.4-3125 була включена до джерел калібрування для інструментів EPIC та RGS на борту орбітального рентгенівського телескопа XMM-Newton. Проте постійний моніторинг виявив, що це джерело зазнало помітних змін у період 2001–2003 рр. Зокрема, хоча загальний потік залишався більш-менш постійним, температура чорного тіла постійно зростала, з приблизно 86 до понад 90 електронвольт. Це супроводжувалося зміною імпульсного профілю із збільшенням імпульсної складової. Потім ця тенденція, здається, змінилася. Починаючи з 2004 року, температура знижувалась, і є натяки на те, що загальна еволюція може бути циклічною, з періодом близько 10 років.
Представники Чудової сімки належать до великого класу молодих нейтронних зір, багато властивостей яких відмінні від звичайних радіопульсарів. Є й інші типи молодих ізольованих нейтронних зір, які відрізняються від стандартних радіопульсарів, такі як джерело м'яких повторюваних гамма-сплесків, аномальний рентгенівський пульсар, обертовий радіотранзієнт та центральний компактний об'єкт у залишку наднової. Деякі з них можуть бути пов'язані з Чудовою сімкою.
Для деяких джерел сімки відомі дуже слабкі оптичні відповідники. Для найяскравішого з них (RX J1856-3754) відомі тригонометричний паралакс та власний рух; відстань до цього джерела становить близько 161 парсека. Подібні дані отримані для другого за яскравістю об'єкта — RX J0720.4-3125: відстань — близько 330 парсеків. Їх променева швидкість становить приблизно 280 кілометрів на секунду і 115 км/с відповідно. Ці дані дозволяють астрономам реконструювати траєкторію зір і таким чином визначити місце їх народження. Є оцінки відстані й до інших джерел.
Дослідження синтезу популяції показують, що Чудова сімка пов'язана з Поясом Гулда, місцевою групою зір віком близько 30-50 мільйонів років, утвореною масивними зорями. Реконструкція траєкторій руху нейтронних зір підтвердила цей висновок. В районі Сонця цих нейтронних зір більше, ніж радіопульсарів того ж віку. Це означає, що об'єкти, подібні до Чудової сімки, можуть бути одними з найбільш типових молодих нейтронних зір з галактичною народжуваністю більшою, ніж у звичайних радіопульсарів.
Спостереження інструментом XMM-Newton дали змогу виявити широкі ділянки поглинання в спектрах кількох із Чудової сімки. Хоча їх походження ще не ясно, майже напевно, що сильне магнітне поле зір відіграє фундаментальну роль у їх формуванні. Тоді функції поглинання можуть забезпечити потужну діагностику сили поверхневого поля. Зараз пропонується два основних пояснення їх походження: або протонні циклотронні резонанси, або атомні переходи в легких елементах. Для двох джерел, для яких можливий вимір уповільнення, значення B, отримані з даних про уповільнення, дозволяють припустити магніто-диполярне гальмування, в розумній відповідності з тими значеннями, які виводяться з енергії ліній. Після того, як походження ліній буде встановлене, і якщо буде доступне незалежне вимірювання магнітного поля (наприклад, за допомогою виміру гальмування), буде можливим вимірювання гравітаційного червоного зміщення, що дозволить одночасно визначити масу та радіус зорі.

### Фізичні характеристики
| Джерело, RX J          | Пряме піднесення | Схилення       | Періоди обертання, с | Амплітуда / 2 | Температура, еВ | Енергія лінії поглинання, еВ | Вік (мільйон років) |
| ---------------------- | ---------------- | -------------- | -------------------- | ------------- | --------------- | ---------------------------- | ------------------- |
| 1856.5−3754            | 18г 56х 35.11с   | -37° 54′ 30.5″ | 7.06                 | 1.5 %         | 60–62           | no                           | 3.76                |
| 0720.4−3125            | 07г 20х 24.96с   | -31° 25′ 50.2″ | 8.39                 | 11 %          | 85–87           | 270                          | 1.90                |
| 1605.3+3249 (RBS 1556) | 16г 05х 18.52с   | +32° 49′ 18.1″ | ???                  | –             | 93–96           | 450                          | ?                   |
| 1308.6+2127 (RBS 1223) | 13г 08х 48.27с   | +21° 27′ 06.8″ | 10.31                | 18 %          | 102             | 300                          | 1.46                |
| 2143.0+0654 (RBS 1774) | 21г 43х 03.30с   | +06° 54′ 17.0″ | 9.44                 | 4 %           | 102–104         | 700                          | 3.65                |
| 0806.4−4123            | 08г 06х 23.40с   | -41° 22′ 30.9″ | 11.37                | 6 %           | 92              | 460                          | 3.24                |
| 0420.0–5022            | 04г 20х 01.95с   | -50° 22′ 48.1″ | 3.45                 | 13 %          | 45              | 330                          | 1.98                |

Дані для таблиці частково взяті з робіт Каплана (2008), частково з огляду Р. Туролли (2009) та частково з інших джерел. Оцінки температури дещо відрізняються в різних публікаціях. Джерело RX J0720.4-3125 має змінну температуру та імпульсну складову.

## Дослідження
Сім об'єктів, здається, є найкращою лабораторією для вивчення атмосфери нейтронних зір і, можливо, їх внутрішньої будови. Священний Грааль астрофізики нейтронних зір — це визначення рівняння стану речовини при надядерних щільностях. Найбільш прямим способом встановлення обмежень на рівняння стану є одночасне вимірювання маси та радіуса нейтронної зорі. Якщо нейтронна зоря випромінює як чорне тіло зі своєї поверхні радіусом {\displaystyle R} при однорідній температурі {\displaystyle T}, отриманий потік на відстані {\displaystyle D} становить:
{\displaystyle F=\sigma T^{4}({\tfrac {R}{D}})^{2}}
Отже, якщо відома відстань {\displaystyle D} , а {\displaystyle T} можна визначити спектральним аналізом, наведене співвідношення відразу дає радіус зорі. Реальність дещо складніша, але цей спрощений аналіз дає уявлення про суть того, що потрібно для вимірювання радіуса нейтронної зорі: відстань, потік та температура поверхні. Тому спостереження за тепловим випромінюванням зорі є надзвичайно важливим. Серед усіх нейтронних зір, що випромінюють теплову енергію, Чудова Сімка є єдиними із спектром суто чорних тіл. Їх чисте теплове випромінення, незабруднене активністю магнітосфери, навколишньої туманності або залишку наднової, робить ці джерела ідеальними цілями для такого дослідження.
Незважаючи на багато спроб, радіовипромінювання з цих джерел надійно не виявлено. Попередні результати глибокого пошуку за допомогою телескопа GBT, представлені Кондратьєвим зі співавторами. Стверджується, що якийсь сигнал був виявлений на дуже низьких частотах, але ці результати непевні й потребують підтвердження.

## Дивитися також
- Кальвера (джерело рентгенівського випромінювання)[en]

## Подальше читання
- Physicists May Have Found Dark Matter: X-rays Surrounding “Magnificent 7” May Be Traces of Theorized Particle. SciTechDaily (амер.). 15 січня 2021. Архів оригіналу за 17 квітня 2021. Процитовано 27 січня 2021.